# بخش لا کوچا
بخش لا کوچا (به اسپانیایی: Departamento La Cocha) یک منطقهٔ مسکونی در آرژانتین است که در استان توکومان واقع شده‌است. بخش لا کوچا ۹۱۷ کیلومتر مربع مساحت و ۱۷٬۶۸۳ نفر جمعیت دارد.